# Convention concernant la lutte contre la discrimination dans le domaine de l'enseignement
La Convention concernant la lutte contre la discrimination dans le domaine de l'enseignement est le traité de l'Organisation des Nations unies pour l'éducation, la science et la culture (UNESCO) sur le droit à l'éducation adoptée en 14 décembre 1960 par la conférence générale de l'UNESCO à Paris du 14 novembre au 15 décembre 1960. En décembre 2024, 110 États y compris la France, l'ont ratifiée. C'est le premier instrument international qui couvre largement le droit à l'éducation et possède une force contraignante en droit international. Elle a été reconnue comme pierre angulaire de l'Agenda Éducation 2030, étant un outil puissant pour la réalisation de l'Objectif de Développement Durable 4 (ODD4).
Cette convention est citée en préambule de la Convention internationale sur l'élimination de toutes les formes de discrimination raciale et de la Convention internationale sur la protection des droits de tous les travailleurs migrants et des membres de leur famille.

## Contenu
L'article premier définit le terme « discrimination » comme toute distinction, exclusion, limitation ou préférence qui, fondée sur la race, la couleur, le sexe, la langue, la religion, l'opinion politique ou toute autre opinion, l'origine nationale ou sociale, la condition économique ou la naissance, a pour objet de détruire ou d'altérer l'égalité de traitement en matière d'enseignement.
L'article 2 définit les situations qui ne doivent pas être considérées comme constituant des discriminations dans le cadre de cette Convention. Il s'agit de:
- la création ou maintien de systèmes ou d'établissements d'enseignement séparés pour les élèves des deux sexes, lorsqu'ils présentent des facilités d'accès à l'enseignement équivalentes disposent d'un personnel enseignant possédant des qualifications de même ordre, ainsi que de locaux scolaires et d'un équipement de même qualité, et permettent de suivre les mêmes programmes d'études ou des programmes d'études équivalents
- la création ou le maintien pour des motifs d'ordre religieux ou linguistique de systèmes ou d'établissements séparés dispensant un enseignement qui correspond au choix des parents ou tuteurs légaux des élèves, si l'adhésion à ces systèmes ou la fréquentation de ces établissements demeure facultative et si l'enseignement dispensé est conforme aux normes qui peuvent avoir été prescrites ou approuvées par les autorités compétentes, en particulier pour l'enseignement du même degré
- et la création ou le maintien d'établissements d'enseignement prives, si ces établissements ont pour objet non d'assurer l'exclusion d'un groupe quelconque mais d'ajouter aux possibilités d'enseignement qu'offrent les pouvoirs publics si leur fonctionnement répond- à cet objet et si l'enseignement dispensé est conforme aux normes qui peuvent avoir été prescrites ou approuvées par les autorités compétentes, en particulier pour l'enseignement du même degré.
L'article 4 requièrent des Etats parties qu'ils rendent obligatoire et gratuit l'enseignement primaire, généralisent et rendent accessible à tous l'enseignement secondaire et rendent accessible à tous, en pleine égalité, en fonction des capacités de chacun, l'enseignement supérieur. Il requiert également que les Etats assurent dans tous les établissements publics de même niveau un enseignement de même qualité et que soit encouragé l'éducation de toutes les personnes qui n'ont pas reçu d'instruction primaire ou qui ne l'ont pas reçue jusqu'à son terme. L'interdiction de la discrimination dans la formation des enseignants est également incluse dans le texte.
L'article 5 affirme notamment qu'il importe de respecter la liberté des parents d'éducation et le choix de l'école privée (b) et pour les minorités nationales le droit d'exercer des activités éducatives qui leur soient propres et l'utilisation ou l'enseignement de leur propre langue (c).
Cette Convention n'admet aucune réserve (article 9).